# Polytela cliens
Polytela cliens är en fjärilsart som beskrevs av Felder 1874. Polytela cliens ingår i släktet Polytela och familjen nattflyn. Inga underarter finns listade i Catalogue of Life.